# Vint anys després
 Vint anys després  ( Vingt ans après ) és el títol de la segona novel·la que forma part de les novel·les de D'Artagnan. Va ser escrita per Alexandre Dumas (pare).

## Argument
És l'any 1648, vint anys després de les aventures de "Els tres mosqueters". La història de França ha canviat, han mort Lluís XIII i el Cardenal Richelieu, en plena rebel·lió de la Fronda, i sota la regència d'un nou Primer Ministre, un cardenal italià anomenat Julio Mazarino, que manté una no tan secreta relació amb la reina i regent Ana d'Àustria, i que governa França, ja que el nou rei Lluís XIV (1638-1715) només té deu anys. D'Artagnan s'ha quedat estancat en el grau de tinent de mosqueters, i fa anys que no veu als seus amics, fins que un dia Mazarino li confereix una missió, treure de la Bastilla a un presoner, que resulta ser un seu antic enemic, però ara amic, el Comte de Rochefort. De fet amb això només pretén saber si pot comptar amb D'Artagnan, un cop alliberat torna a Rochefort a la Bastilla, però aquest aconsegueix escapar en el trajecte, amb l'ajut del poble de París. Mazarino, mentrestant, encarrega a D'Artagnan una altra missió, instant-lo a reunir els herois de vint anys abans, els seus amics.

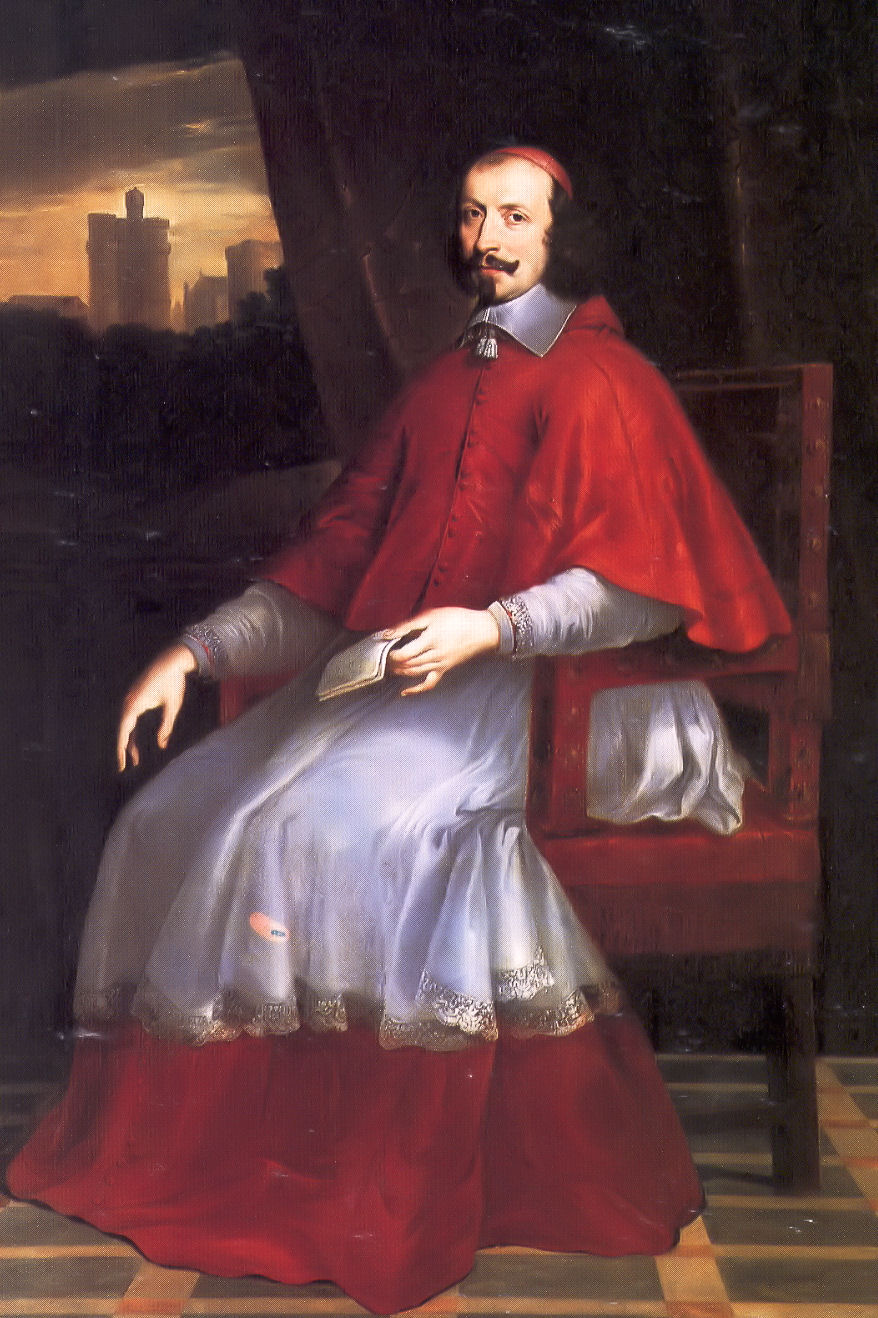
El cardenal Mazarino va ser el Primer Ministre de França durant la regència d'Ana d'Àustria en nom del jove Lluís XIV.

Porthos Du Vallon de Bracieux de Pierrefonds, es va casar amb una senyora adinerada, Madame Coquenard (la seva antiga amant en Els tres mosqueters), però no va trigar a enviduar, així que viu només amb els seus servents i el seu lacai, ara intendent, Mosquetó, en la seva hisenda de Pierrefonds. L'abat d'Herblay (Aramis) va prendre els hàbits i es troba en secretes relacions amb la Fronda, un moviment que lluita contra Mazarino i el seu govern.
Athos, el comte de la Fère, que va deixar el servei per recollir una herència, viu ara prop de Blois amb el seu fill adolescent Raúl, el Vescomte de Bragelonne, al qual amaga la seva procedència, ja que és fill seu i de la duquessa Madame de Chevreuse, abans íntima de la reina, i ara frondista.
D'Artagnan s'assabenta mitjançant Planchet, a qui ha tornat a agafar al seu servei com lacai, protegint-lo, ja que és frondista, del lloc on viu Bazin, el lacai d'Aramis, i per tant, del parador d'aquest. Després d'anar a visitar-lo, no aconsegueix convèncer-el que s'uneixi a ell, també secretament frondista, apart d'amant de la duquessa Madame de Longueville, una destacada frondista. A continuació, a Pierrefonds, és a Porthos a qui convenç perquè s'uneixi a ell, dient-li que Mazarino complirà la seva major ambició, ser noble, i que el farà Baró. Finalment, prop de Blois es troba amb Athos, coneix al seu fill Raúl, el Vescomte, i a un personatge que tindrà molta importància deu anys més tard, una nena anomenada Luisa de la Vallière. No aconsegueix convèncer Athos, que també simpatitza amb la Fronda, de manera que torna a París, només amb Porthos.
El Duc de Beaufort, presoner a Vincennes per ordre de Mazarino, aconsegueix escapar amb l'ajuda de Grimaud, el fidel lacai d'Athos, i Mazarino, que ja té al seu servei a D'Artagnan i Porthos, els envia en la seva persecució. Després de deixar enrere a tota la tropa que els acompanya, només D'Artagnan i Porthos aconsegueixen arribar als fugitius, dos cavallers els esperen, i es produeix un encreuament d'espases entre d'Artagnan i un dels cavallers, que reconeix a la llum d'un llampec que és l'Athos, mentre que l'oponent de Porthos és Aramis. Athos i Aramis intercedeixen davant el Duc de Beaufort, que deixa lliures a D'Artagnan i Porthos.
Posteriorment es reuneixen a París, on es creuaran mutus retrets, i fins i tot arribaran a treure les espases, però Athos trenca la seva ántes de creuar-la amb aquell a qui sempre va considerar un fill (D'Artagnan), de manera que s'abracen i fan les paus, quedant però dividits en dos bàndols.
Mentrestant el Vescomte Raúl, que ha estat enviat per Athos a l'exèrcit del príncep de Condé, juntament amb el Comte de Guiche, fill del Mariscal de Grammont, troba en el camí a un frare, que l'envia a socórrer en els seus últims moments a l'antic botxí de Bethune, que està a una posada, malferit. Després d'arribar Grimaud a la posada, a reunir-se amb Raúl, sent el botxí queixar-se i el troba apunyalat. El botxí el reconeix i li explica en la seva agonia que el que l'ha apunyalat ha estat el frare que realment és John Francis de Winter, el fill de Milady, que busca venjar-se dels sis responsables (D'Artagnan, Athos, Porthos, Aramis, Lord de Winter i el botxí de Bethune) que van ajusticiar a la seva mare, fets que esbrina fent confessar al botxí, qui abans de morir li encarrega advertir del perill a Athos i als altres, Davant d'això, Grimaud torna a París.
Més tard, els quatre mosqueters es reuneixen en un dinar, per llimar asprors,quan arriban Grimaud amb la notícia de l'existència del fill de Milady i l'assassinat del botxí.
Després separar-se de nou, Athos i Aramis es retroben amb Lord de Winter, a qui Cromwell ha tret les seves possessions, i que està al servei de la reina Enriqueta d'Anglaterra, (esposa de Carles I d'Anglaterra, filla d'Enric IV, germana de Lluís XIII i, per tant, cunyada de la Reina Ana d'Àustria i tia de Lluís XIV). Es posen al seu servei, un cop s'assabenten que Mazarino s'ha negat a ajudar-la, i parteixen a Anglaterra amb Lord de Winter, amb la missió d'auxiliar el rei presoner, Carles I.
Mazarino, per la seva banda, envia a D'Artagnan i Porthos amb l'emissari de Cronwell, Mordaunt, que s'hauran d'enfrontar la revolta de la Fronda, que ha obligat a amagar a la reialesa.

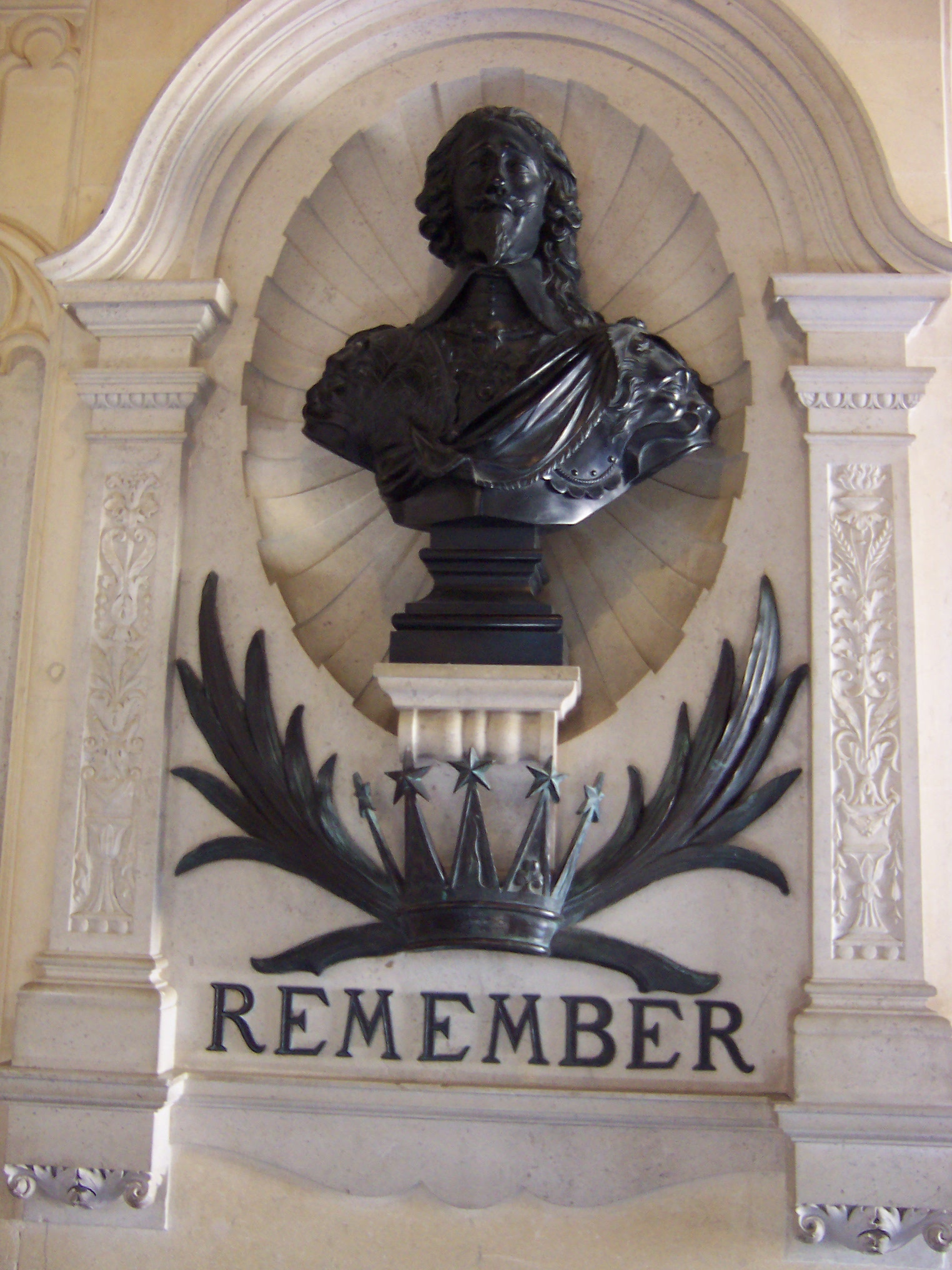
Bust de Carles I d'Anglaterra, rei a qui D'Artagnan i els seus amics tracten de salvar a la novel·la.

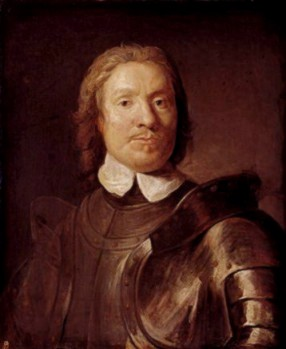
El general Oliver Cromwell, un dels líders de l'oposició contra Carles I d'Anglaterra.

En arribar a Anglaterra, després de la mort de Lord de Winter a mans de Mordaunt, D'Artagnan i Porthos decideixen ajudar, i si és possible, alliberar el rei d'Anglaterra, descartant la missió de Mazarino, que els enviava a servir a Cromwell. Després d'ardus intents, malgrat els seus esforços, no aconsegueixen salvar a Carles I qui és decapitat a mans d'un botxí emmascarat. Aquest resulta ser Mordaunt, qui posa una càrrega de pólvora dins del vaixell on els amics tornen a França.
Mordaunt falla en el seu intent per matar-los i és mort per Athos d'una punyalada al cor, dins l'aigua, durant una lluita en mar obert, després de l'explosió del vaixell, quan, malgrat tot, l'intentava salvar
Els amics arriben a França, i se separen. D'Artagnan i Porthos són perseguits i arrestats, i Athos, després d'una entrevista amb la reina, per ordre d'aquesta i amb la complicitat de Mazarino, també. Però Aramis ha quedat lliure, fet que li permet reunir tropes de la Fronda per alliberar-los.
Athos és tancat al mateix castell on estan presoners D'Artagnan i Porthos, i per fi, després d'escapar de la seva cel·la i esbrinar l'amagatall on Mazarino té els diners que ha anat acumulant a costa de França, escapen del castell juntament amb Athos i amb un valuós ostatge, el propi Mazarino. Es refugien al castell de Porthos a Pierrefonds i amb això, D'Artagnan li fa xantatge per a obtenir tres favors: La capitania de D'Artagnan, la Baronia de Porthos i una dot per al Vescomte de Bragelonne, Raúl (fill d'Athos). Tot això ho aconsegueix en una entrevista amb la reina, portant signades aquestes condicions per Mazarino, juntament amb les reivindicacions de la Fronda, acabant així, al mateix temps, l'aixecament frondista.
Un temps després, mentre va custodiant la carrossa reial, aquesta és atacada per una resta de partidaris de la Fronda, D'Artagnan la defensa i en combat fereix a un dels seus líders, resultant ser el comte de Rochefort, qui mor en els seus braços, com li havia pronosticat en Els Tres Mosqueters: "Segurament us mataré a la quarta".
Porthos per la seva banda mata a un vell i li diu a D'Artagnan que aquest vell li resulta familiar. Just en les últimes línies del llibre Porthos recorda que es tractava de Bonacieux.